# ロデー
ロデー（古希: Ῥόδη、古代ギリシア語ラテン翻字: Rhódē）は、ギリシア神話における女神である。長母音を省略してロデとも表記される。
ポセイドーンとアムピトリーテーの間に生まれた娘で、アポロドーロスによればトリートーンとベンテシキューメーという兄弟がいた。